# Concordia Sagittaria
Concordia Sagittaria é uma comuna italiana da região do Vêneto, província de Veneza. Estende-se por uma área de 66,50 km², tendo uma densidade populacional de 154 hab/km². Faz fronteira com Caorle, Portogruaro, Santo Stino di Livenza.
Era conhecida como Júlia Concórdia (em latim: Iulia Concordia) pelos romanos antigos.

## História
Em 2014 foi descoberto em Concordia Sagittaria um complexo funerário do século III D.C. batizado como «a pequena Pompeia» e em ótimo estado de conservação. Entre as descobertas mais importantes destaca-se um pódio em calcário de quase dois metros de altura por seis de largura, dois sarcófagos de pedra, a base de um terceiro e outros fragmentos de uma necrópole do século I A.C..

## Demografia
| Variação demográfica do município entre 1861 e 2011                               |
|                                                                                   |
| Fonte: Istituto Nazionale di Statistica (ISTAT) - Elaboração gráfica da Wikipedia |